# 費爾登城堡

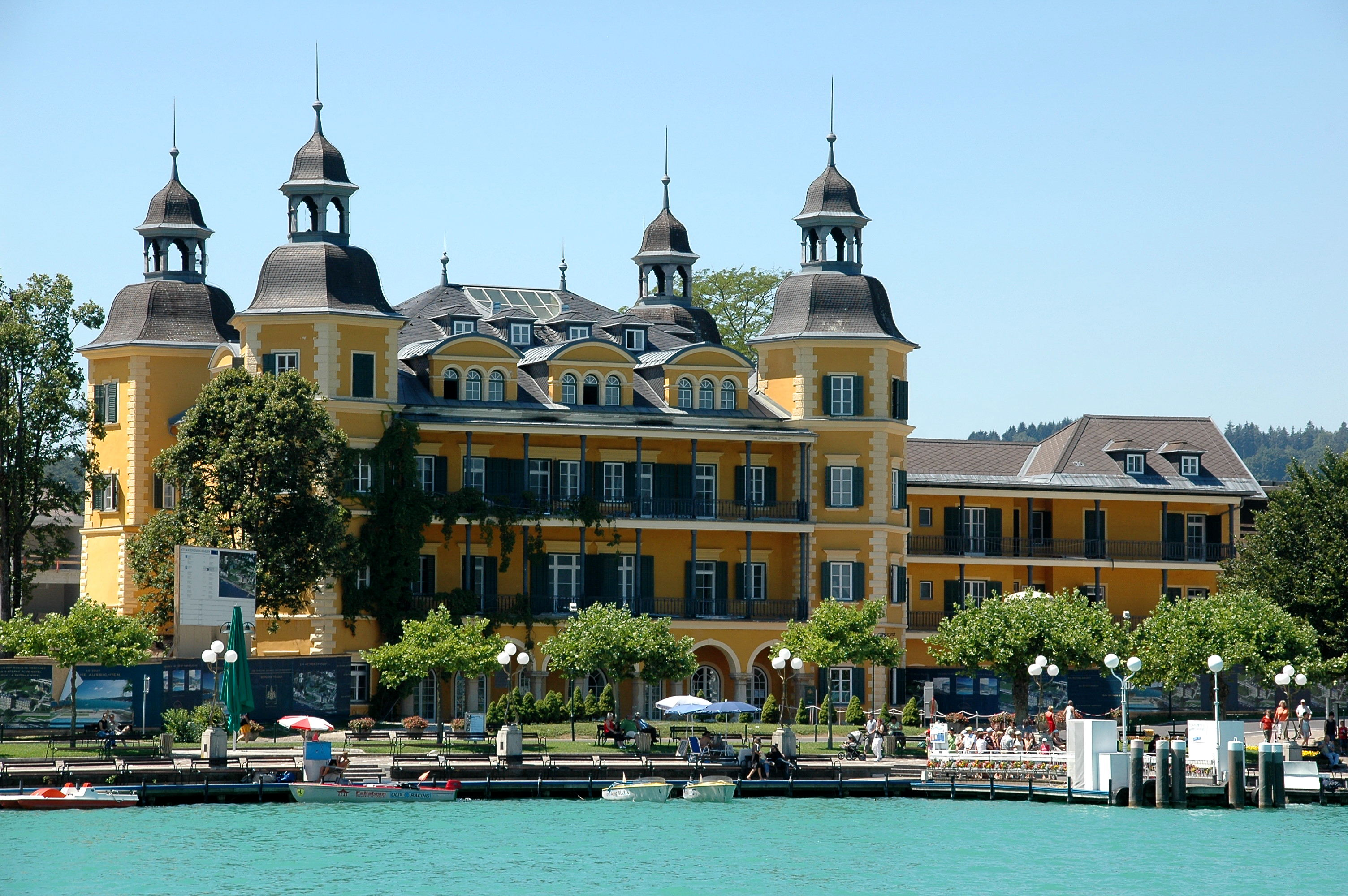

費爾登城堡（Schloss Velden）是位於奧地利沃爾特湖畔費爾登的一個度假村。

## 历史
這裡原有的文藝復興事城堡修建於1590年，在1890年改為酒店開業。1950年代開始，在這裡拍攝了眾多電影和電視劇。

## 外部連結
- Schloss Hotel Velden （页面存档备份，存于）

46°36′42″N 14°02′36″E / 46.61167°N 14.04333°E